# Душан Дука Јовановић
Душан Јовановић (Алексинац, 24. октобра 1932 — 3. јула 2015) био је српски позоришни глумац и редитељ.
Од сезоне 1973/74, па до пензионисања, био је првак драме Крушевачког позоришта, док се упоредо бавио режијом. Од 1983. године био је члан Удружења драмских уметника Србије.
Појавио се у телевизијским серијама Село гори, а баба се чешља и Мој рођак са села где је остварио мање улоге.
Идејни је творац „Фестивала праизведби“, који је основан у Параћину, док је од 2012. обновљен у Алексинцу. Четврти по реду фестивал у његовом родном месту, одржан у новембру 2015, понео је име Душана Јовановића.

## Улоге

### Филмографија
| Год.  | Назив                      | Улога                                       |
| ----- | -------------------------- | ------------------------------------------- |
| 2008. | Село гори, а баба се чешља | Чика Милисав, пензионер у фризерском салону |
| 2008. | Мој рођак са села          | Деда Видан                                  |

### Позоришне представе
- Јелисаветини љубавни јади због молера (1972/73)[7]
- Јастра (1972/73)[7][8]
- Николетина Бурсаћ (1974) — Јовица Јеж[9]
- Буба у уху (1974) — Пош слуга[9]
- Такав је положај живота (1974) — Дамир[9]
- Хасанагиница (1974) — Ефендија Јусуф[10]
- Суђење Светозару Марковићу (1975) — Пера[10]
- Концерт за виолину и оркестар [ Неточка Незванова ] (1975)[10]
- Ивкова слава (1975) — Ивко[11]
- Обичан човек (1976) — Вићентије[11]
- Трамвај звани жеља (1976) — Гонзалес[11]
- Чудо у Шаргану (1976) — Капетан и иследник[12]
- Азуса (1976) — Сикамор Морфан[12]
- Лажа и паралажа (1977) — Алекса[12]
- Радован III (1977) — Келнер[12]
- Летећа дружина Краљевић Марко (1977) — Проигуман Васо[13]
- Јазавац пред судом (1977) — Судац[13]
- Камен за под главу (1978) — Бошко[13]
- Тамо иза зелене стене (1978) — Андрија[13]
- Покојник (1979) — Анта[14]
- Арсеник и старе чипке (1979) — Ајнштајн[14]
- Барске даме (1979) — Пера[14]
- Игре и надигравања (1979)[15]
- Суд (1980) — Темелко[15]
- Сабља димискија (1980) — Инкиостро[15]
- Сиротице (1980) — Пера (миш)[16]
- Спортинг лајф (1980) — Лаза[16]
- У Тополи вашар (1981) — трећи продавац[16]
- У логору (1981) — Надпоручник др Пуба Аграмер[16]
- Снежана и седам патуљака (1981)[17]
- Женидба (1982) — Стариков[17]
- Кир Јања (1982) — Кир Јања[17]
- Балада о труби и облаку (1982) — Старац с трубом[17]
- Чиновничка комедија (1982) — чиновник[18]
- Кротка (1983) — Јефимовић[18]
- Обешењак или довиђења, друже, довиђења (1983) — учитељ[18]
- Покондирена тиква (1983) — Фемин брат[18]
- Идем у лов (1983) — Дишотел[19]
- Сумњиво лице (1984) — Јеротије Пантић[20]
- Мрешћење шарана (1985) — Кум Света[20]
- Подвала (1985) — Живан[20]
- Мандрагола (1985) — Месер Нича[21]
- Ожалошћена породица (1986) — Трифун Спасић[21]
- Српски ревизор (1986) — Заменик[22]
- Хеј Словени куда ћете (1987)[22]
- Вуков тестамент (1987) — Лукијан Мушицки[22]
- Највећи фудбалер на свету (1987)[22]
- Аутобиографија (1988) — Нушић[23]
- Браћа по оружју (1988) — Гвозден[24]
- Лазар, велики кнез (1989) — Стражар II[25]
- Сироти мали хрчки (1989) — Министар[26]
- Девета дефанзива (1990) — Брко[26]
- Живот у позоришту (1990) — Роберт[27]
- Бела бајка (1991) — Врач Хунилу[28]
- Кидај од своје жене (1991, 1999) — Боби Френклин[28][29]
- Жак или покорност (1992) — Жак - баба[28]
- Шумски рај (1993) — менаџер[30]
- Богаљ (1993) — Господин Рудолф[30]
- Лутам још витак (1993)[31]
- Волпоне или писац (1994) — Волторе[31]
- Хвалисави војник (1994) — Периплекомен[32]
- Шума (1995) — Карп[33]
- Мирандолина (1995) — Конте од Албафиорите[32]
- Дервиш и смрт (1995, 2003) — Хаџи-Синаудин[34][35]
- Театар чудеса (1995)[36][37]
- Тајни пламен (1996) — гдин Рудић[38][39]
- Јаје (1996)[40]
- Дон Жуан (1997) — Диманш[41]
- Хасанагиница (1997) — Ахмед[42]
- Отмица и вазнесење (1999) — Пантелија Мркић[43]
- Проклета авлија (1999)[44]
- У мрежи (2002) — Тата[45]
- Клопка за беспомоћног човека (2003) — Клошар[46]
- Тероризам (2003)[47]
- Немушти језик (2004) — Гвозден Зуба[48][49]

## Режија
| - Ковачи (1993) - Њујорк, прича са источне стране (1996) - Уморни (1996) - Медаља са Шуматовца (2001) - Кир Јања (2005) - Коштана (2006) - Брисан пут (2008) - Кус петлић (2015) | - Мрешћење шарана (2010) - Народни посланик (2010) - Сабља димискија (2011) - Живот у тесним ципелама (2011) - Ивкова слава (2012) - Лажа и паралажа (2013) | - Кад се сунце рађа над Багдалом (1979) - У Тополи вашар (1981) - Зоолошка прича (1986) |